# 若洛布基
50°7′31″N 25°58′37″E / 50.12528°N 25.97694°E

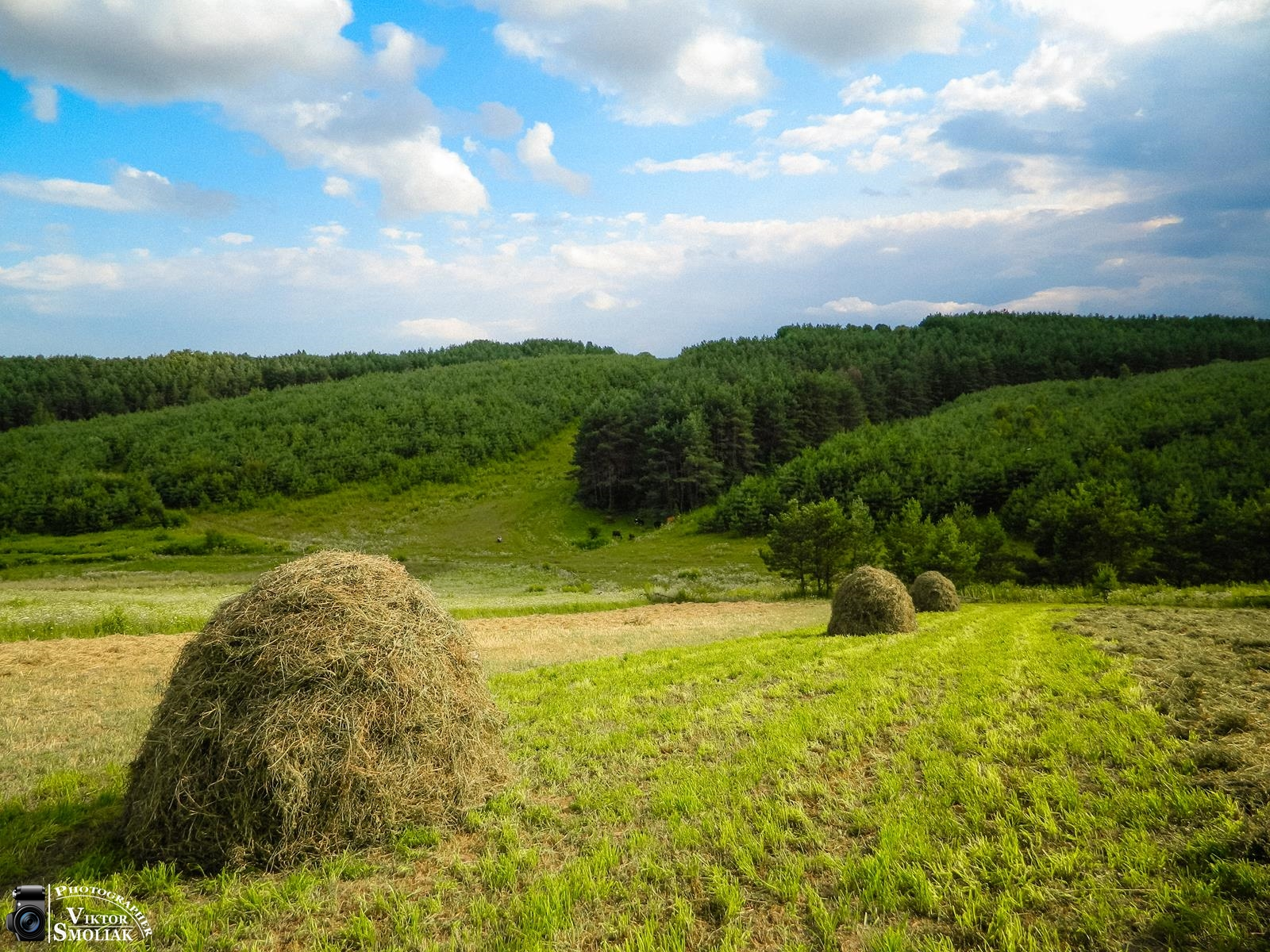

若洛布基（烏克蘭語：Жолобки）是位於烏克蘭西部特諾皮爾州裏克列梅涅茨區的村莊，始建於1545年，面積2.95平方公里，2001年人口470，人口密度每平方公里165人。